# 萬歳橋
萬歳橋（ばんざいはし）は、福島県南会津郡只見町にある道路橋である。

## 概要
- 全長：94.0m
  - 主径間：36.0m
- 幅員：6.5（16.5）m
- 形式：3径間鋼連続鈑桁橋
- 竣工：2001年度

只見町黒谷字黒下から長浜字後山に跨り、一級水系阿賀野川水系伊南川支流の黒谷川を渡る。橋上は上下対向2車線で供用され、上下線両側に幅員3.5mの歩道が設置されている。たもとは会津朝日岳登山道の入口として標識などで案内されている。

## 沿革
- 1898年11月 - 全長64m、幅員2.7mの木橋として建設された[1]。
- 1911年12月 - 全長76m、幅員2.4mの橋梁へ架け替えられる[2]。
- 1914年11月 - 全長91m、幅員2.7mの木橋へ架け替えられる[3]。
- 2002年11月12日 - 現在の橋梁が開通する。

狭隘、悪線形区間の解消のために橋梁を含めた周辺区間のバイパス化が行われた。安全祈願祭ののちに3世代夫婦、地元保育園園児による渡り初めと神輿渡御が行われた。なお、旧橋梁は撤去された。橋梁の総工費は4億5700万円。

## 周辺
- 朝日郵便局
- 只見町保健福祉センター
- 会津朝日岳登山口